# Menschenaffen
Die Menschenaffen oder Hominidae, eingedeutscht auch Hominiden, sind eine Familie der Primaten. In dieser werden zwei Unterfamilien mit vier Gattungen und acht anerkannten heute lebenden (rezenten) Arten zusammengefasst:
- Unterfamilie: Homininae
  - Gattung: Gorillas
    - Westlicher Gorilla
    - Östlicher Gorilla

  - Gattung: Homo
    - Mensch

  - Gattung: Schimpansen
    - Gemeiner Schimpanse
    - Bonobo oder Zwergschimpanse
- Unterfamilie: Ponginae
  - Gattung: Orang-Utans
    - Sumatra-Orang-Utan
    - Tapanuli-Orang-Utan
    - Borneo-Orang-Utan

Zu den Menschenaffen gehören ferner die fossilen Vorfahren der acht rezenten Arten sowie deren fossile Verwandte, die keine direkten Vorfahren sind, wie etwa Gigantopithecus und der Neandertaler.
Nur aufgrund der Ausbreitung des Menschen (Homo sapiens) aus Afrika sind die heute lebenden Hominiden weltweit verbreitet. Die übrigen Menschenaffen sind auf tropische Regionen in Afrika und Südostasien beschränkt und allesamt in ihrem Bestand gefährdet.
Im weiteren Sinne wird die Bezeichnung Menschenaffen auch für die Überfamilie der Menschenartigen verwendet. Sie umfasst auch die Schwestergruppe der hier beschriebenen Menschenaffen, die Gibbons. Diese werden dann auch als Kleine Menschenaffen bezeichnet, im Gegensatz zu den hier beschriebenen Großen Menschenaffen.

## Historische Entwicklung der Begriffe Hominiden und Menschenaffen

Stammbaum der Menschenaffen (Hominidae)
Positionen der Unterfamilien Ponginae und Homininae sowie der vier heute lebenden Gattungen:
Zur Tribus Hominini gehören der anatomisch moderne Mensch (Homo sapiens) sowie dessen fossile Vorfahren und deren fossile Verwandte (wie z. B. der Neandertaler), die sich nach der Trennung der zu den Schimpansen führenden Linie von der zu den Menschen führenden Linie entwickelten.

Infolge der immer genaueren Rekonstruktion der Stammesgeschichte der Menschenaffen haben sich die Bezeichnungen „Hominiden“ und „Menschenaffen“ gewandelt. Früher wurden unter „Hominiden“ (Hominidae) der anatomisch moderne Mensch (Homo sapiens) und die fossilen nächsten Verwandten des Menschen verstanden, während seine nächsten rezenten Verwandten – Schimpansen (Pan), Gorillas (Gorilla) und Orang-Utans (Pongo) – unter Ausschluss des Menschen in eine eigene Familie eingeordnet wurden, die Pongidae („Pongiden“, auch „Große Menschenaffen“ oder einfach Menschenaffen).
Diese Systematik ist aufgrund von phylogenetischen Erkenntnissen, nach denen Schimpansen und Gorillas deutlich näher mit den Menschen als mit den Orang-Utans verwandt sind, überholt. Aus diesem Grund werden der Mensch und verwandte ausgestorbene Arten heute mit Schimpansen, Gorillas und Orang-Utans in eine gemeinsame Familie (Hominidae) gestellt. Die Bezeichnung „Menschenaffen“ ist dagegen nicht genau gefasst. Außerhalb streng kladistischer Arbeiten und im allgemeinen Sprachgebrauch wird die Bezeichnung Menschenaffen meist immer noch als Bezeichnung für alle nicht-menschlichen Hominiden verwendet.

## Merkmale

### Allgemeiner Körperbau und Fell

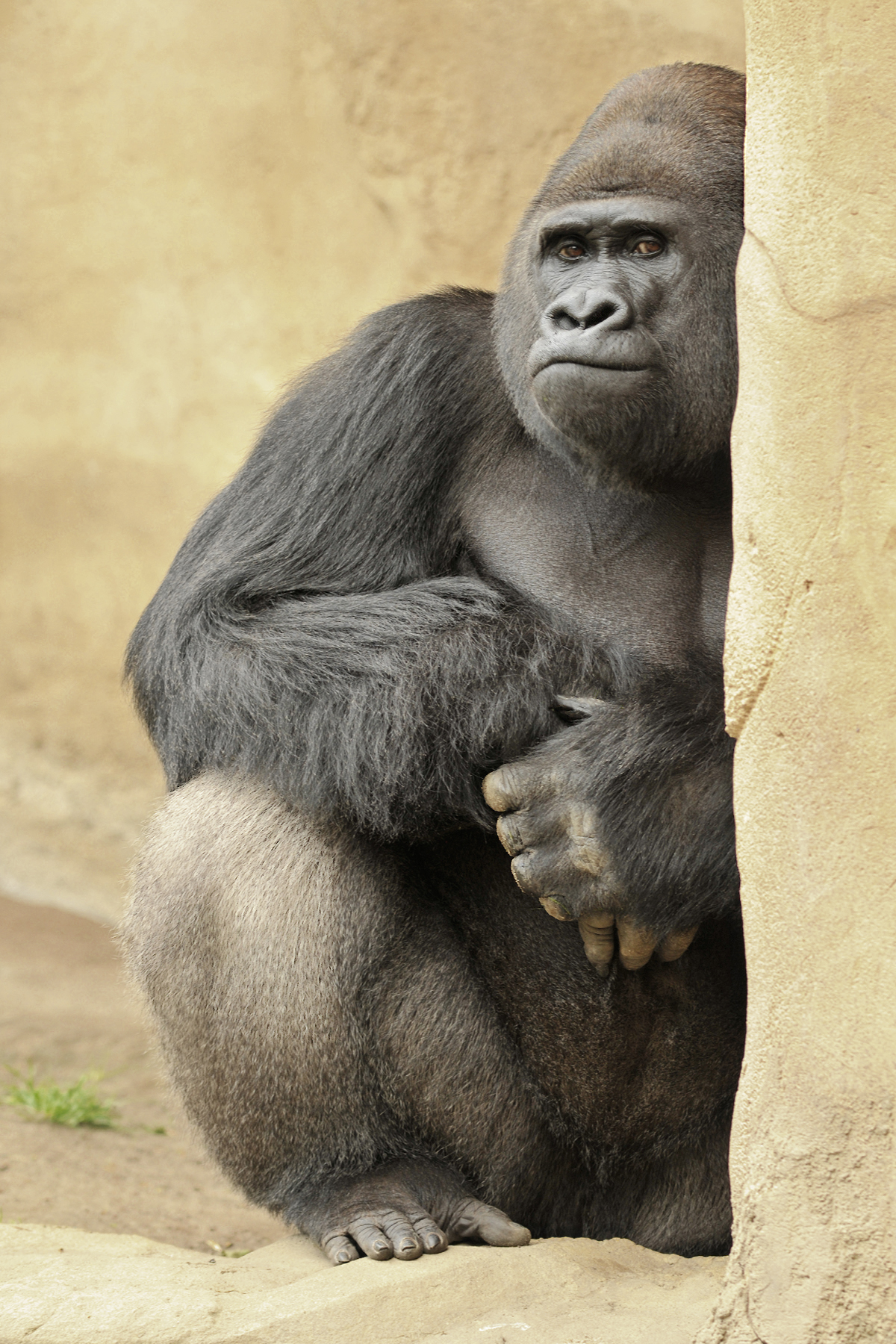
Gorillas sind die größten Menschenaffen und die größten lebenden Primaten

Menschenaffen sind die größten lebenden Primaten. Sie erreichen ein Gewicht von 25 (weibliche Schimpansen) bis zu 200 (männliche Gorillas) Kilogramm und stehend eine Höhe von rund 1 bis 2 Metern. Bei allen Arten herrscht ein deutlicher Geschlechtsdimorphismus: Männchen werden oft größer und wesentlich schwerer als Weibchen; bei Orang-Utans und Gorillas wiegen sie oft das Doppelte der Weibchen. Es sind robust gebaute Wesen, die durch einen vergleichsweise kurzen Rumpf mit breitem Brustkorb charakterisiert sind. Ein Schwanz fehlt wie bei allen Menschenartigen. Das breite Becken, die im Vergleich zu vierfüßigen Säugetieren verringerte Anzahl der Lendenwirbel und ein leichter Knick der Wirbelsäule im Bereich des Kreuzbeins gehen mit der teilweisen Aufrichtung der Körperhaltung einher, die beim Menschen am stärksten ausgeprägt ist. Diese Art der Fortbewegung hat zu einigen morphologischen Besonderheiten geführt, etwa im Bau der Wirbelsäule (beim Menschen doppelt-s-förmig gebogen, bei den anderen Arten einfach gebogen) und des Beckens (beim Menschen kurz und breit, bei den anderen Arten länger und schmaler).
Das Fell ist weniger dicht als bei anderen Primatenarten, es ist bei Orang-Utans rötlichbraun und bei Gorillas und Schimpansen schwarzbraun gefärbt. Beim Menschen ist die Färbung variabel, auch ist es bei ihm an den meisten Stellen des Körpers deutlich kürzer und dünner sowie wenig pigmentiert, jedoch nicht zurückgebildet. Die Gründe für dieses Merkmal sind bislang umstritten.

### Gliedmaßen
| Mensch                 | 072     |
| Schimpansen            | 102–106 |
| Gorillas               | 116     |
| Orang-Utans            | 139     |
| zum Vergleich: Gibbons | 126–147 |

Zusammen mit den Gibbons zählen Menschenaffen (mit Ausnahme des Menschen) zu den wenigen Primaten, bei denen die vorderen Gliedmaßen länger als die hinteren sind. Dieses Verhältnis wird mit dem Intermembralindex, der sich zu 
{\displaystyle \mathrm {100\cdot {\tfrac {\ Oberarm\ +\ Speiche}{Oberschenkel+Schienbein}}} } berechnet, wiedergegeben, Zahlen siehe nebenstehende Tabelle. Die langen Arme der nichtmenschlichen Menschenaffen stellen Anpassungen an eine suspensorische (an den Ästen hängende) Fortbewegung dar; die verlängerten und spezialisierten Hintergliedmaßen der Menschen hingegen mit deren bipeder (zweibeiniger) Lebensweise. Das Schultergelenk ist verglichen mit anderen Primaten nach hinten gewandert, dementsprechend ist das Schlüsselbein verlängert und das Schulterblatt liegt rückenseitig – was für eine große Beweglichkeit der Oberarme sorgt. Die Arme sind sehr kräftig, die Hände sind groß, die Finger (außer beim Menschen) gebogen und der Daumen opponierbar. Finger und Zehen sind wie bei vielen Primaten mit Nägeln ausgestattet. Beim Menschen haben die Hände keine lokomotorische (für die Fortbewegung notwendige) Funktion mehr und sorgen dank ihrer grazilen Finger und der stark beweglichen Daumen für eine gesteigerte Geschicklichkeit.
Außer beim Menschen sind die Beine eingeknickt, die Großzehe ist kräftig und ebenfalls opponierbar. Beim Menschen sind die Beine aufgrund der speziellen Fortbewegung gerade und deutlich länger als die Arme. Der Fuß ist zu einem gewölbten Standfuß entwickelt, wobei die Opponierbarkeit der Großzehe im Laufe der Evolution verloren ging.

### Kopf und Zähne
| Schimpansen        | 394      |
| Orang-Utans        | 411      |
| Gorillas           | 506      |
| Australopithecus † | ca. 500  |
| Homo erectus †     | 935      |
| Moderner Mensch    | ca. 1340 |
| Neandertaler †     | ca. 1400 |

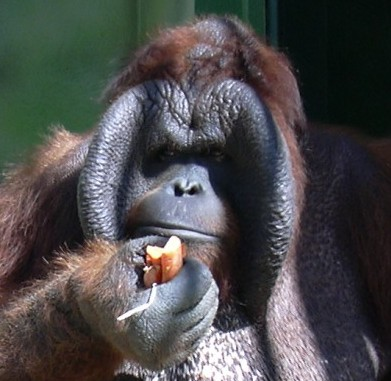
Der Schädel einiger Menschenaffen ist durch Backen- oder Überaugenwülste charakterisiert.

Die Schädel der Menschenaffen sind, verglichen mit denen anderer Primaten, relativ groß und rundlich, die Schädelhöhle birgt ein verhältnismäßig großes Gehirn – Zahlen siehe nebenstehende Tabelle. Mehrere Arten haben auffällige Schädelstrukturen, etwa Überaugenwülste (Gorillas und Schimpansen), Sagittal- und Nuchalkämme (Wülste an der Oberseite des Kopfes und am Nacken, die als Muskelansatzstellen dienen, männliche Gorillas und Orang-Utans) oder Backenwülste. Backentaschen sind jedoch nicht vorhanden. Die Augen sind groß und nach vorne gerichtet, die Ohren rund und unbehaart. Die Nasenlöcher stehen wie bei allen Schmalnasenaffen eng beisammen und weisen nach vorne oder unten.
Wie alle Altweltaffen haben Menschenaffen 32 Zähne, die Zahnformel lautet I2-C1-P2-M3. Beim Menschen ist allerdings eine teilweise Reduktion der letzten Molaren („Weisheitszähne“) zu beobachten. Der Bau der Zähne hängt bei den einzelnen Arten von der Ernährung ab, gemeinsam sind den Menschenaffen jedoch die relativ niedrigen Kronen der Backenzähne mit einer gleichen Anordnung der Höcker. Das Gebiss der Menschen unterscheidet sich von dem der übrigen Arten darin, dass die Eckzähne klein und nicht hauerartig entwickelt sind und überdies keinen Geschlechtsdimorphismus zeigen – bei den übrigen Arten sind die der Männchen deutlich größer als die der Weibchen. Weitere Unterschiede liegen in der Form des Zahnbogens, der beim Menschen parabolisch und bei den übrigen Arten U-förmig ist. Beim Menschen fehlt darüber hinaus das Diastema („Affenlücke“), eine Lücke zwischen Schneide- und Eckzähnen. Möglicherweise stellen die Modifikationen des menschlichen Gebisses eine Anpassung an die unnatürliche Aufbereitung der Nahrung dar.

## Verbreitung und Lebensraum
Mit Ausnahme des Menschen ist das Verbreitungsgebiet der Menschenaffen heute auf die tropischen Regionen des zentralen Afrikas (Schimpansen und Gorillas) und die südostasiatischen Inseln Sumatra und Borneo (Orang-Utans) beschränkt. Die heute noch lebenden Menschenaffen sind ausgeprägte Waldbewohner; ihr Lebensraum sind tropische Regenwälder und andere Waldformen der Tropen; lediglich der Gemeine Schimpanse findet sich auch in Savannengebieten. Fossilienfunde aus Europa belegen jedoch, dass Verwandte von frühen Vorfahren der heutigen Menschenaffen (Dryopithecini wie zum Beispiel Ouranopithecus macedoniensis) noch bis vor sieben Millionen Jahren auch Europa besiedelt haben.
Im Gegensatz zu den anderen Primaten haben die Menschen eine weltweite Verbreitung erreicht, nur die Antarktis wurde nicht dauerhaft besiedelt. Verschiedenste Habitate (auch Grasländer, Wüsten, Gebirgsregionen und auch arktische Gebiete) sind schon seit Jahrtausenden von ihnen bewohnt.
Vor allem durch Abholzung und Wilderei hat der Mensch seine nächsten Verwandten an den Rand der Ausrottung gebracht. Seit etwa 1985 sind ihre Bestände in Afrika und Asien um bis zu 60 % zurückgegangen.

## Lebensweise

### Aktivitätszeiten und Fortbewegung

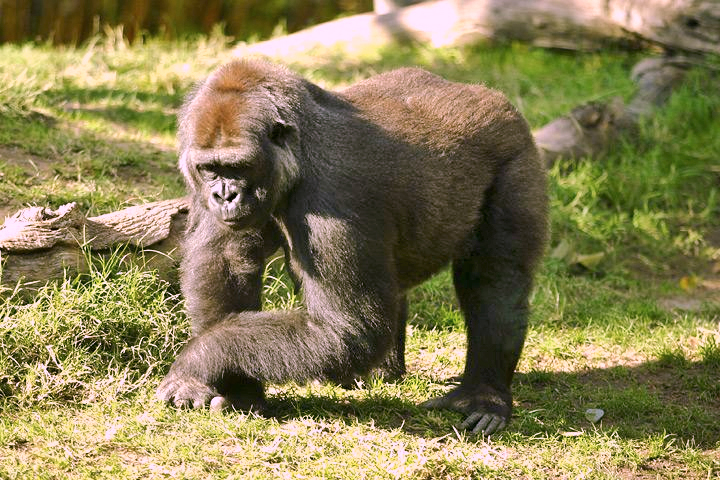
Gorilla im Knöchelgang

Die nichtmenschlichen Menschenaffen halten sich je nach Art in unterschiedlichem Ausmaß auf den Bäumen oder am Boden auf. Die ausgeprägtesten Baumbewohner sind die Orang-Utans, während Berggorillas die meiste Zeit am Boden verbringen. In den Bäumen klettern Menschenaffen entweder mit allen vier Gliedmaßen oder bewegen sich auf hangelnde (suspensorische) Weise fort, manchmal gehen sie auch mit den Hinterbeinen auf den Ästen. Am Boden bewegen sich diese Tiere meist auf allen vieren fort; außer dem Menschen können Menschenaffen nur kurze Strecken auf den Hinterbeinen zurücklegen. Schimpansen und Gorillas verwenden dabei den Knöchelgang, das heißt, sie setzen die zweiten und dritten Fingerglieder auf den Boden. Orang-Utans hingegen stützen sich auf die Fäuste oder die Innenkanten der Hände.
Im Gegensatz dazu sind Menschen strikte Bodenbewohner. Unter allen Primaten führen nur die Dscheladas eine ähnliche ausschließlich bodenbewohnende Lebensweise. Menschen bewegen sich außerdem mit einer obligatorischen Bipedie fort, was unter Säugetieren einzigartig ist. Diese Fortbewegung ist zwar nicht sehr schnell, aber nach neueren Erkenntnissen energiesparend und bietet den Vorteil, dass die Hände von der Lokomotionsfunktion entlastet wurden und so die Entwicklung einer differenzierten Greifhand ermöglicht wurde.
Menschenaffen sind wie alle Altweltaffen tagaktiv. Zur Nachtruhe fertigen die nichtmenschlichen Menschenaffen meist in den Bäumen ein Nest aus Blättern und Zweigen an. Dieser Vorgang dauert meist nicht länger als fünf Minuten, üblicherweise wird jede Nacht ein neues Nest errichtet. Oft halten sie auch während der Mittagszeit eine kurze Rast.

### Sozialverhalten

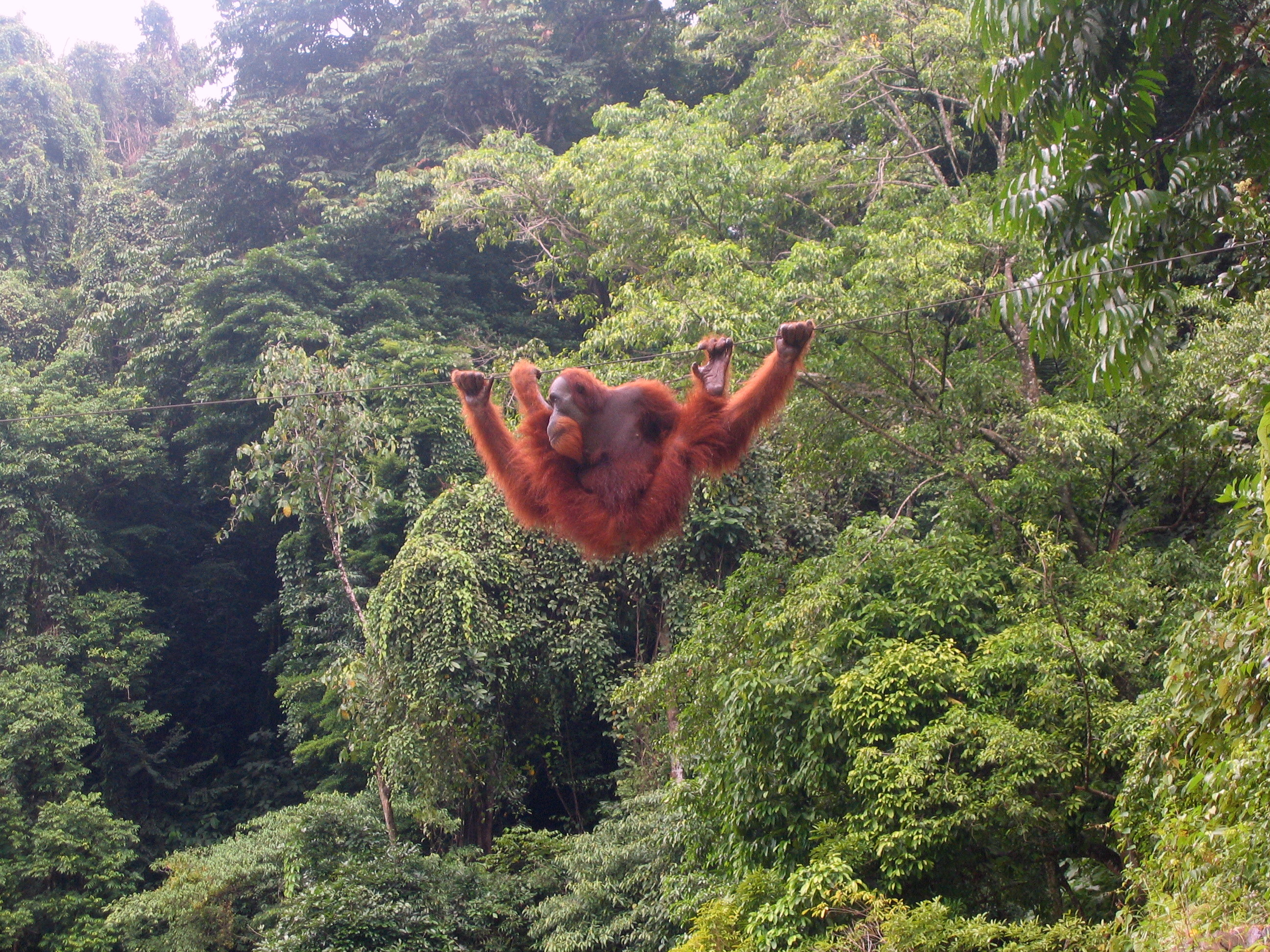
Orang-Utans führen von allen Menschenaffen die einzelgängerischste Lebensweise

Die Sozialstruktur ist bei den einzelnen Gattungen und Arten sehr unterschiedlich, oft finden sich auch innerhalb einer Art verschiedene Formen des Zusammenlebens. Ein Grund für diese Diversität könnte in der verglichen mit anderen Primaten hohen Intelligenz dieser Tiere liegen, welche eine größere Flexibilität der sozialen Interaktionen ermöglicht, die auf Erinnerung und individuenspezifische Partnerbeziehung gründen. Im Gegensatz zu anderen Primaten findet sich bei ihnen allerdings selten eine matrilineare Organisation (das heißt, eine Gruppe nah verwandter Weibchen bildet den Kern der Gruppe), da die Weibchen meist ihre Geburtsgruppe verlassen.
Orang-Utans führen eine eher einzelgängerische Lebensweise, wenngleich die Männchen beispielsweise mit den Weibchen, deren Reviere sich mit ihren überlappen, interagieren. Gorillas leben in der Regel in Haremsgruppen (ein Männchen und mehrere Weibchen), die dominanten Männchen sind auch farblich durch die Silberfärbung des Rückens erkenntlich. Schimpansen haben ein variableres Gruppenverhalten, das als „Fission-Fusion-Modell“ („Trennen und Zusammengehen“) bezeichnet wird, das heißt, es kommt immer wieder zur Bildung von kurzfristigen Untergruppen, die flexibel zusammengesetzt sein können. Die Sozialstruktur des Menschen ist variabel, neben monogamen und polygynen Formen kommen seltener auch polyandrische und promiskuitive Formen vor. Eine typische oder ursprüngliche Sozialstruktur lässt sich nicht angeben, da das Verhalten stark kulturell überlagert ist. Versuche, das ursprüngliche Sozialverhalten des Menschen anhand morphologischer Vergleiche zu ergründen (Primatenarten mit deutlichem Geschlechtsdimorphismus beim Gewicht leben eher in Haremsgruppen; hingegen führen Primaten ohne Größenunterschiede bei den Eckzähnen eher eine monogame Lebensweise) sind sehr zweifelhaft.
Menschenaffen kommunizieren miteinander durch eine Vielzahl von Lauten mit unterschiedlichen Bedeutungen, durch Mimik, Gestik und Körperhaltungen. Während all diese Formen sowohl bei Menschen als auch bei den übrigen Arten vorkommen, ist eine hochkomplexe Sprache als Kommunikationsform beim Menschen einzigartig.

### Werkzeuggebrauch

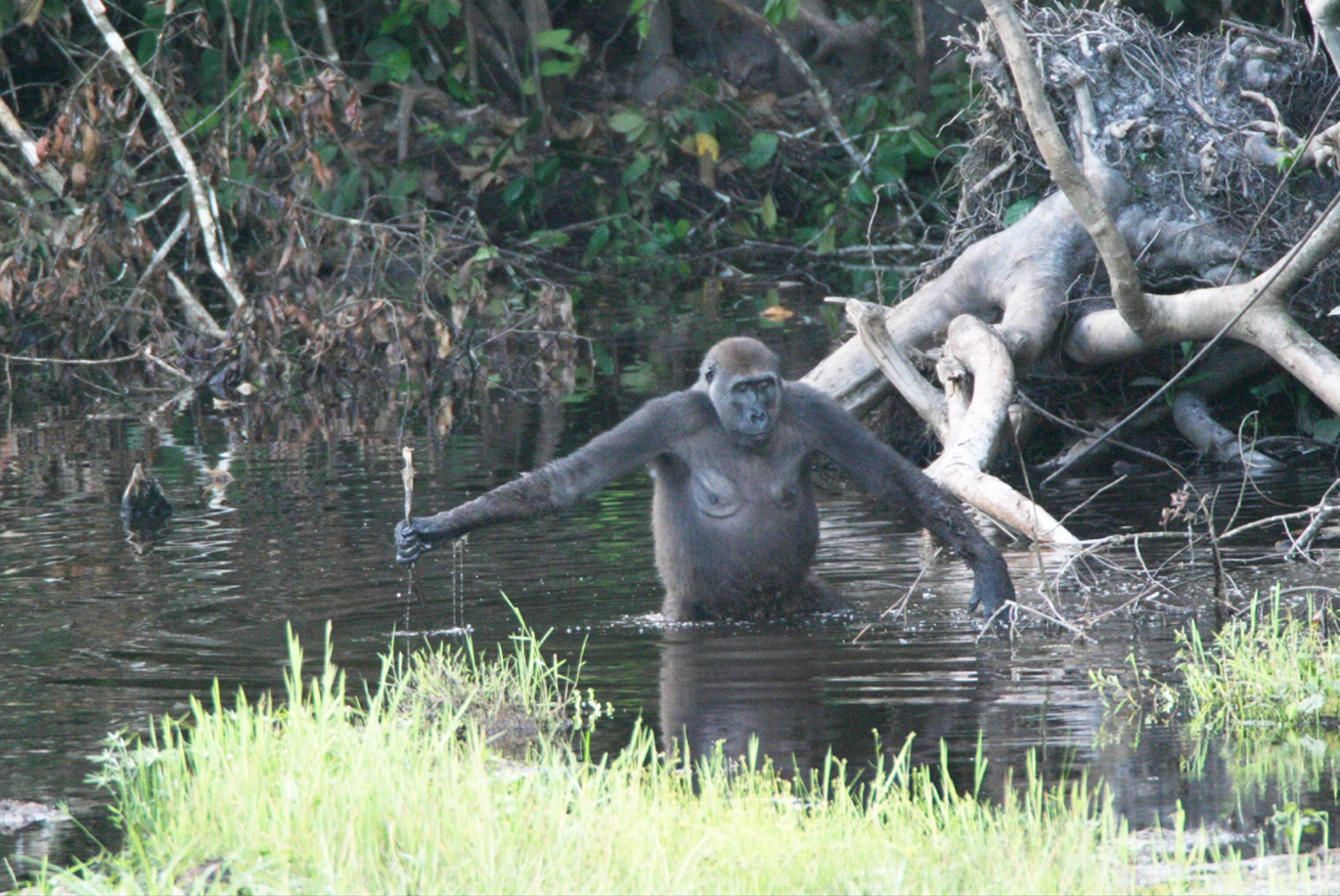
Dieses Gorillaweibchen benutzt einen Stock, um die Wassertiefe zu prüfen und sich abzustützen

Bei den Menschenaffen kommen viele Formen des Werkzeuggebrauchs vor, wobei nicht nur vorhandene Materialien verwendet, sondern etwa Stöcke auch gezielt bearbeitet werden. Bei den einzelnen Arten in freier Wildbahn erfolgt der Werkzeuggebrauch allerdings in sehr unterschiedlichem Ausmaß. Die vielfältigsten Formen finden sich bei Menschen, sehr viel weniger bei Gemeinen Schimpansen, wiederum deutlich weniger bei Gorillas und Orang-Utans. Relativ spät konnten Studien auch bei Bonobos den Gebrauch von Werkzeugen nachweisen. (Anders ist das Verhalten von Tieren in menschlicher Obhut, wo bei allen Gattungen zahlreiche Verwendungen von Werkzeugen vorkommen.) Es gibt auch Formen von Selbstmedikation, so schlucken Gorillas und Schimpansen stachelige, gerbstoffhaltige Blätter, welche die Parasiten von den Darmwänden abschaben. Bei Hominini sind die ältesten bekannten Steinwerkzeuge etwa 2,5 Millionen Jahre alt, was den Beginn der Steinzeit darstellt – die Bearbeitung von Steinen ist ein Vorgang, der bei den übrigen Menschenaffen nicht vorkommt.
All diese Formen sind keine instinktiven Tätigkeiten, sondern durch Beobachtungen erlernte beziehungsweise innerhalb der Populationen weitergegebene Handlungen. So lassen sich bei Gemeinen Schimpansen unterschiedliche Formen des Werkzeuggebrauchs in verschiedenen Regionen beobachten, und es gibt keine einzelne Form, die bei allen Populationen vorkommt.

## Ernährung
Die nichtmenschlichen Primaten sind vorwiegend Pflanzenfresser, die allerdings in unterschiedlichem Ausmaß auch fleischliche Nahrung zu sich nehmen. Früchte bilden bei Schimpansen und Orang-Utans den Hauptbestandteil der Nahrung, während Gorillas sich eher von Blättern ernähren. Der Verzehr von Fleisch wird bei Gorillas und Orang-Utans selten beobachtet, gelegentlich nehmen sie Insekten und andere Kleintiere zu sich. Hingegen lässt sich bei Schimpansen manchmal auch die Jagd auf Wirbeltiere (wie kleine Paarhufer und Primaten) beobachten; diese hat eine starke soziale Komponente – durch das Verfügbarmachen von Fleisch steigt der Rang in der Gruppenhierarchie. Menschen hingegen sind stärker an eine omnivore (allesfressende) Ernährung angepasst, auch durch den Bau ihres Verdauungsapparates. In der Form des Erwerbs und der Aufbereitung der Nahrung haben sie sich deutlich von den anderen Menschenaffen – und allen anderen Tieren – abgesetzt. Vermutlich hat diese omnivore Ernährung es ihnen zumindest erleichtert, ihr Verbreitungsgebiet gegenüber den übrigen Menschenaffen stark zu erweitern und auch in ansonsten nicht von Primaten bewohnte Habitate vorzudringen.

## Fortpflanzung und Entwicklung

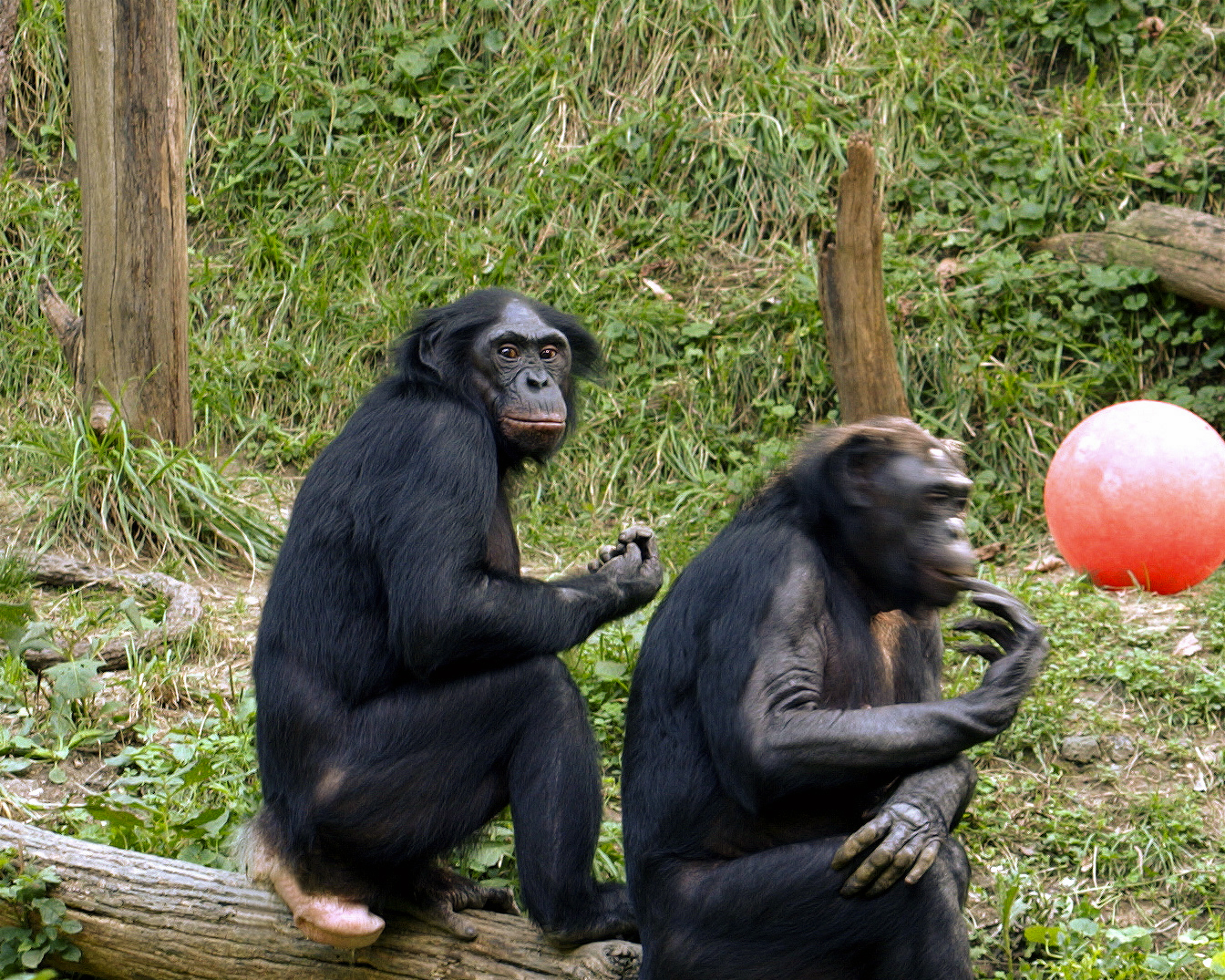
Beim linken Bonobo, einem Weibchen, ist die Regelschwellung deutlich zu sehen

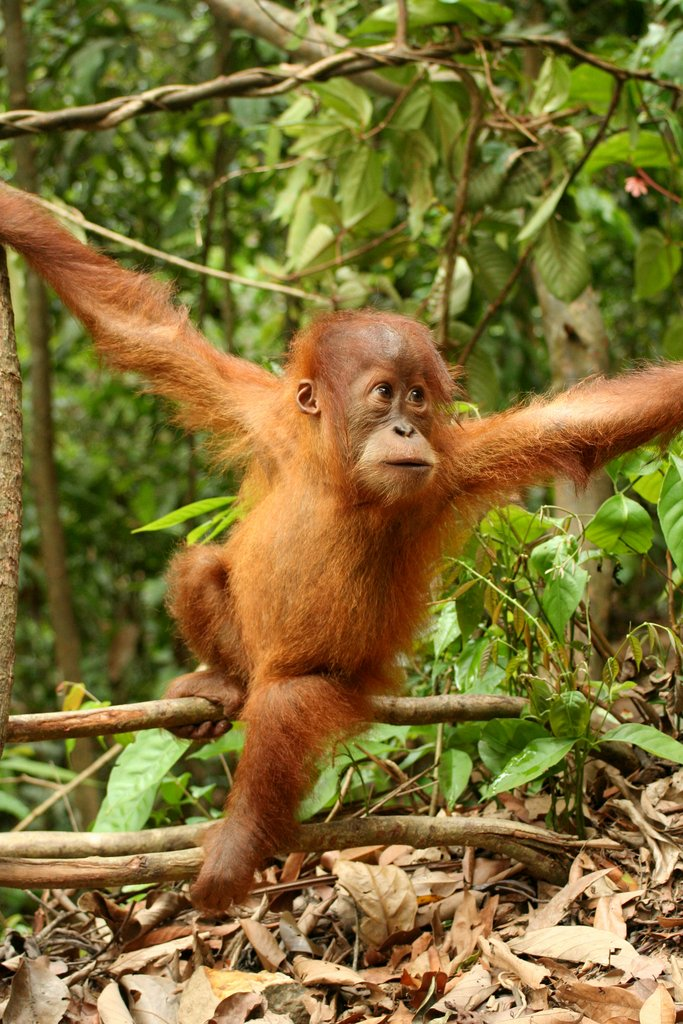
Junger Orang-Utan

Die Fortpflanzungsstrategie der Menschenaffen ist eine ausgeprägte K-Strategie, das heißt, es gibt lange Geburtsabstände und geringe Wurfgrößen, es wird viel Energie in die Aufzucht der einzelnen Jungen investiert, und es kommt zu einer langsamen Individualentwicklung mit hoher Lebenserwartung.
Die Paarungsstrategien sind bei den einzelnen Arten und oft auch innerhalb einer Art variabel und vom Sozialverhalten abhängig. Insbesondere bei Bonobos und Menschen hat das Sexualverhalten zusätzlich zum Fortpflanzungszweck auch Funktionen im Sozialgefüge der Population hinzugewonnen, die nichts mit der Fortpflanzung zu tun haben. Bei Orang-Utans gibt es neben den freiwilligen Paarungen mit ansässigen Männchen auch die von umherwandernden Männchen („Wanderer“) erzwungenen Kopulationen. Bei den Gorillas pflanzt sich in der Regel das dominante Männchen mit den Weibchen seiner Gruppe fort. Bei Schimpansen und Menschen ist das Paarungsverhalten äußerst variabel.
Bei keiner Art gibt es eine feste Paarungszeit, die Fortpflanzung kann das ganze Jahr über erfolgen. Nur bei den Schimpansen gibt es eine Regelschwellung, die den Östrus kennzeichnet. Die Länge der Trächtigkeit beziehungsweise Schwangerschaft beträgt rund 7,5 bis 9 Monate und ist bei Gorillas und Menschen am längsten. In der Regel kommt ein einzelnes Junges zur Welt, Zwillings- und höhere Mehrlingsgeburten sind selten.
Menschenaffen haben eine sehr lange Kindheitsdauer; sie verbringen eine lange Lernphase mit der Mutter oder in der Gruppe. In den ersten Lebensmonaten werden sie als aktive Traglinge von der Mutter getragen, an deren Fell sie sich festhalten. Sie werden mehrere Jahre gesäugt. Endgültig entwöhnt werden die Jungen bei den nichtmenschlichen Arten im Alter von 3,5 bis 5 Jahren, verbringen allerdings danach noch einige Jahre in der Nähe der Mutter. Die Geschlechtsreife tritt bei den nichtmenschlichen Arten meist im Alter zwischen 6 und 10 Jahren ein (bei Männchen etwas später als bei Weibchen), beim Menschen einige Jahre später. Bedingt durch die Sozialstrukturen erfolgt die erste Fortpflanzung allerdings erst einige Jahre nach dem Eintritt der Geschlechtsreife, bei den nichtmenschlichen Arten mit rund 10 bis 15 Jahren.
Auch durch die lange Phase der Jungenaufzucht haben Menschenaffen eine sehr niedrige Fortpflanzungsrate. Am niedrigsten ist diese bei Orang-Utans, wo ein Weibchen im Laufe seines Lebens oft nur zwei oder drei Jungtiere großzieht. Die Lebenserwartung ist vergleichsweise hoch: am höchsten ist sie beim Menschen, wo sie in manchen Industrieländern etwa 80 Jahre beträgt; in Einzelfällen ist ein Alter von über 110 Jahren bezeugt. Bei den nichtmenschlichen Arten beträgt die Lebenserwartung in freier Wildbahn 35 bis 50 Jahre, bei Tieren in menschlicher Obhut ist sie deutlich höher.

## (Nichtmenschliche) Menschenaffen und Menschen

### Forschung und Forschungsgeschichte

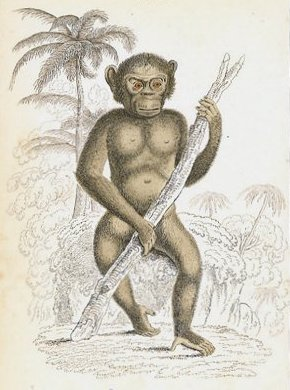
Darstellung eines Menschenaffen aus dem Jahr 1833 von Sir William Jardine nach einer Dermoplastik im Edinburgh Museum

Der karthagische Seefahrer Hanno († 440 v. Chr.) brachte von seiner Afrikareise die Felle von drei „wilden Frauen“ mit, die von den afrikanischen Dolmetschern als gorillai bezeichnet wurden. Es ist aber unklar, wo Hanno die Wesen genau erlegte und um welche Tiere es sich dabei wirklich handelte. Erst im 17. Jahrhundert erhielt die westliche Welt wieder Kenntnisse von diesen Tieren. 1641 kam erstmals ein lebendiger Schimpanse in die Niederlande und wurde vom Arzt Nicolaes Tulp untersucht, 1699 stellte der Arzt Edward Tyson eine Reihe von Gemeinsamkeiten zwischen einem von ihm untersuchten Schimpansen und dem Menschen fest. Im 18. Jahrhundert schuf Carl von Linné die grundsätzlich heute noch gültige Systematik der Tiere, in der er den Menschen in die Primaten einordnete. Ganz mochte man sich mit der Einordnung der Menschen unter die Primaten nicht abfinden, so teilte Johann Friedrich Blumenbach 1779 diese Gruppe in die „Bimana“ (Zweihänder, also Menschen) und „Quadrumana“ (Vierhänder, also nichtmenschliche Primaten).
Im 19. Jahrhundert gelangte man einerseits zu detaillierten Erkenntnissen über die verschiedenen Gattungen der Menschenaffen, andererseits wurde die Evolutionstheorie entwickelt, und Thomas Henry Huxley band mit seinem Werk „Evidence as to Man’s Place in Nature“ (1863) den Menschen konsequent in die Evolutionsvorgänge ein, was noch jahrzehntelange Diskussionen anheizen sollte, ob der Mensch denn wirklich „vom Affen abstamme“. Das letzte Überbleibsel dieser systematischen Sonderstellung wurde erst Ende des 20. Jahrhunderts beseitigt, als Mensch und Menschenaffen aufgrund der gemeinsamen Abstammung in einer Familie vereinigt wurden, siehe dazu den Abschnitt Systematik.
Das Verhalten der Tiere rückte erst im 20. Jahrhundert in den Mittelpunkt der Forschung. Am bekanntesten sind drei Frauen, die von Louis Leakey dazu motiviert wurden, umfassende Freilandstudien durchzuführen: Jane Goodall bei den Schimpansen, die später ermordete Dian Fossey bei den Berggorillas und Birutė Galdikas bei den Borneo-Orang-Utans. Durch diese und andere Arbeiten – etwa Frans de Waal bei den Bonobos – konnten viele Erkenntnisse über Lebensweise und Verhalten von Menschenaffen in freier Wildbahn gewonnen werden. In Laborstudien wird außerdem versucht, die Kommunikationsfähigkeit der Tiere zu erforschen. So wurden mit allen Gattungen Versuche unternommen, ihnen eine Gebärdensprache oder eine Kommunikation mittels Symbolkärtchen beizubringen, etwa durch Roger Fouts und David Premack bei Schimpansen. Daneben wird auch der Werkzeuggebrauch, die Intelligenz und die Lernfähigkeit untersucht. Menschenaffen schaffen es, knifflige Probleme zu lösen, beispielsweise eine Frucht aus einem verschlossenen Behälter herauszuholen. Sie bestehen den Spiegeltest, das heißt, sie können sich in einem Spiegel selbst erkennen.
Zu den jüngsten Zielrichtungen der Forschung zählt die Erhaltungsbiologie – wie kann das Überleben dieser Tiere angesichts immer knapper werdender Lebensräume gesichert werden? Ein weiterer Schwerpunkt ist die Genetik, aus der man sich Rückschlüsse auf die Behandlung verschiedener Krankheiten und die Entwicklung des Menschen erhofft. Für Gemeine Schimpansen etwa laufen Projekte zur Sequenzierung des Genoms.

### Haltung und Nutzung

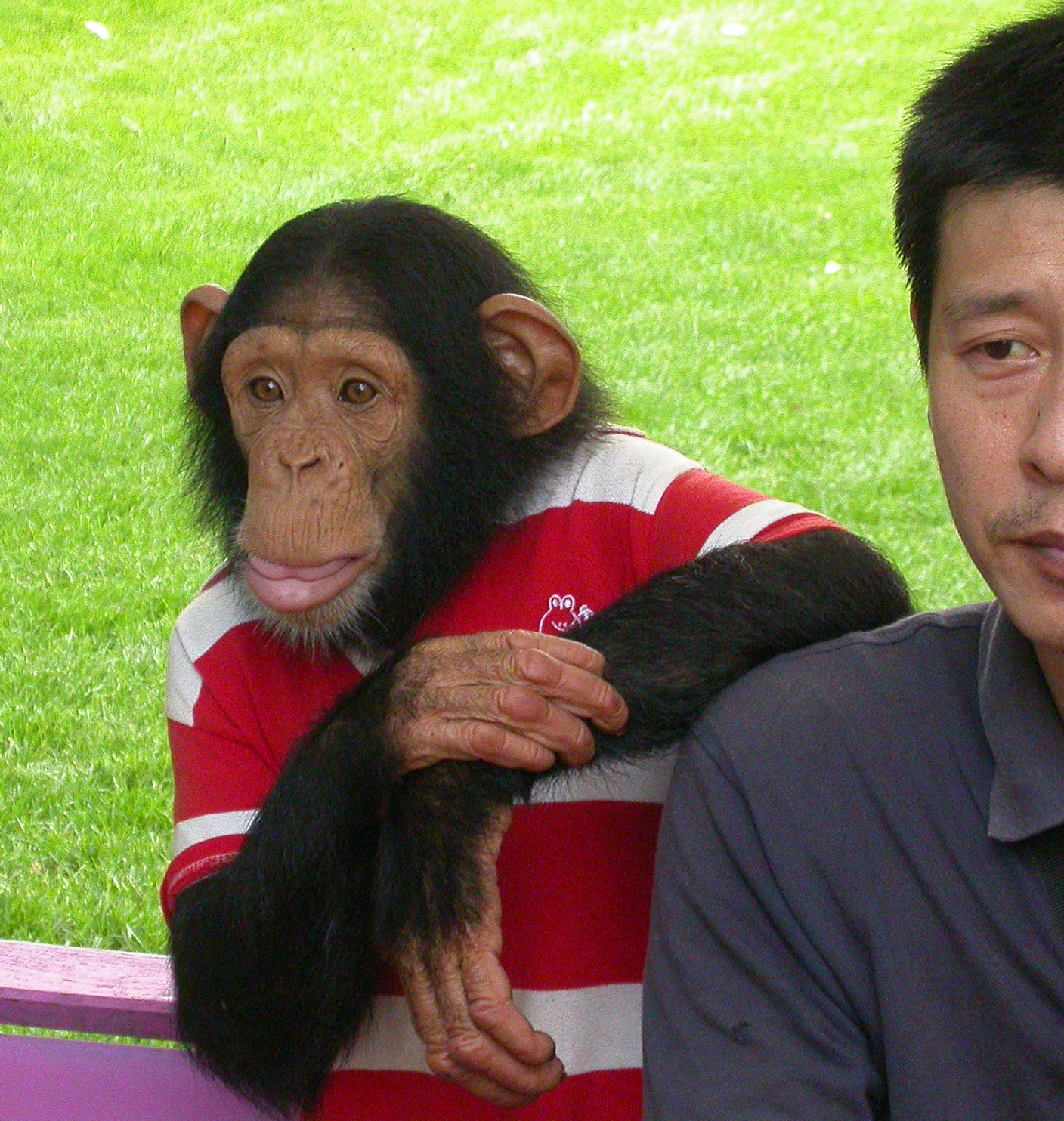
Menschenaffen werden auch als Unterhaltungsobjekt benutzt, meist ohne artgerechte Haltung

Die nahe Verwandtschaft der Menschenaffen zu den Menschen bestimmt das Verhältnis zu diesen Tieren deutlich mit. Eine ausdrucksstarke Mimik und oft verblüffend menschenähnliche Verhaltensweisen sind verantwortlich, dass Menschenaffen oft in Tiergärten oder Zirkussen zu sehen sind. Manche Arten wie Gemeine Schimpansen und Orang-Utans werden auch als Heimtiere gehalten, wobei dabei eine artgerechte Haltung kaum möglich ist.
In Forschung und Wissenschaft spielen diese Tiere eine wichtige Rolle. Aufgrund ihrer nahen Verwandtschaft mit dem Menschen können manche Krankheiten und deren Behandlungsmethoden mittels Tierversuchen bei Menschenaffen erforscht werden. Diese Methoden sind jedoch wie alle Tierversuche umstritten und in einigen Ländern, etwa Österreich, den Niederlanden, Neuseeland, Schweden, Großbritannien und Japan sind Tierversuche an Menschenaffen mittlerweile verboten.
Das Great Ape Project versucht neben weiteren Tierschützern, den Menschen vorbehaltene Rechte auch auf Menschenaffen zu übertragen.

### Bedrohung
Alle nichtmenschlichen Menschenaffen sind in ihrem Bestand gefährdet. Die Gründe dafür liegen in erster Linie in der Zerstörung ihres Lebensraumes durch Rodung der Wälder und Umwandlung von Savannen in Weide- oder Ackerland. Hinzu kommt die Bejagung, die mehrere Gründe hat. Zum einen wird mancherorts ihr Fleisch (Bushmeat) gegessen und zum anderen, weil sie manchmal in Plantagen eindringen; hinzu kommt die immer noch durchgeführte Suche nach Haustieren, bei der Jungtiere eingefangen werden, was meist mit der Tötung der Mutter einhergeht. Da alle Arten im Washingtoner Artenschutz-Übereinkommen (CITES) gelistet sind, sind diese Praktiken wie auch der Handel mit Produkten dieser Tiere illegal. Die IUCN listet den Sumatra-Orang-Utan und den Westlichen Gorilla als „vom Aussterben bedroht“ (critically endangered) und die übrigen vier Arten als stark gefährdet (endangered).

## Systematik

### Die Eingliederung des Menschen in die Menschenaffen

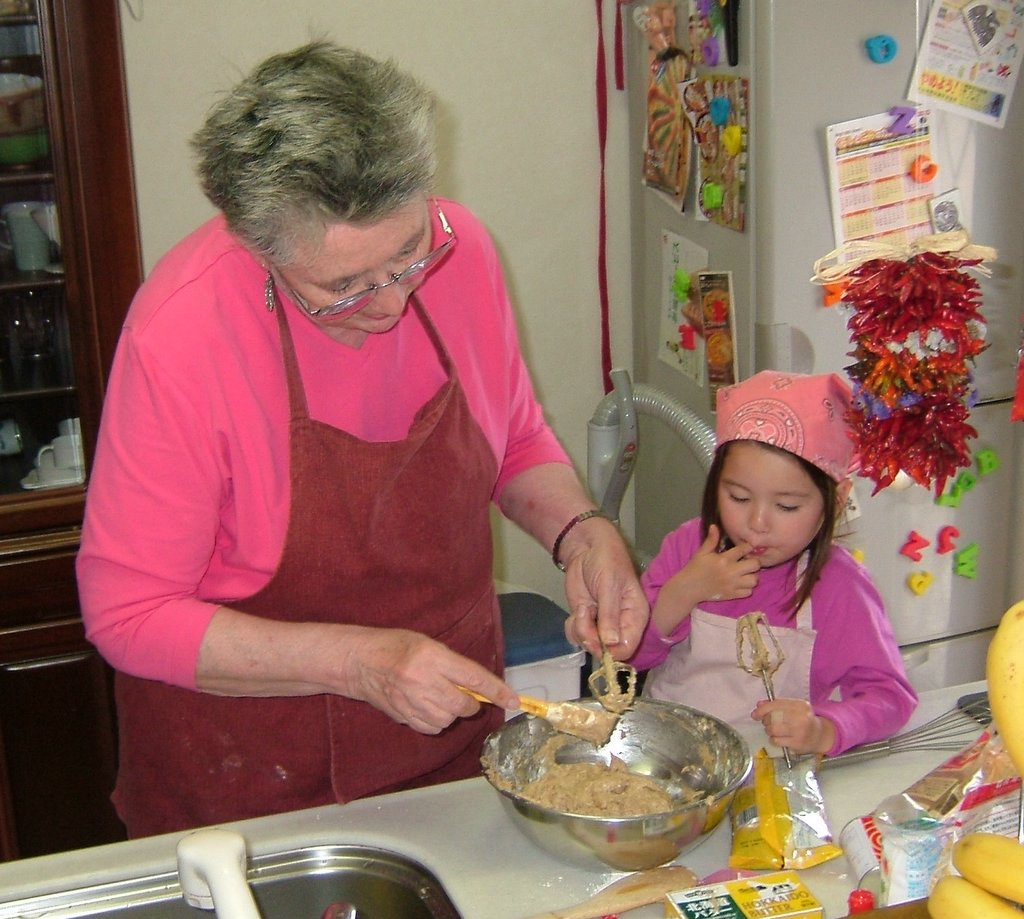
Der Mensch benutzt komplexere Werkzeuge als alle anderen Vertreter der Menschenaffen, lehrt seinen Nachwuchs und bereitet Nahrung in aufwendigen Verfahren zu.

Früher wurden Orang-Utans, Gorillas und Schimpansen in der Familie der Menschenaffen (Pongidae) zusammengefasst, während der Mensch und seine ausgestorbenen Vorfahren zur Familie der Hominidae gestellt wurden. Diese Sonderstellung wurde mit morphologischen Unterschieden und vor allem mit kulturellen und geistigen Besonderheiten begründet. Mit der Entwicklung der phylogenetischen Systematik in der zweiten Hälfte des 20. Jahrhunderts war nicht mehr nur die Anatomie, sondern wurden vielmehr die Entwicklungslinien für die systematische Klassifizierung relevant. Durch Vergleiche der Primaten-Genome wurde erkannt, dass die Schimpansen die nächsten Verwandten der Menschen sind und auch die Gorillas näher mit den Menschen als mit den Orang-Utans verwandt sind. Die Menschenaffen ohne Mensch waren damit ein paraphyletisches Taxon, das heißt eine Gruppe, die zwar von einer gemeinsamen Stammform abstammt, aber nicht alle Nachkommen dieses Vorfahren umfasst. Da die phylogenetische Systematik nach Möglichkeit nur monophyletische Taxa anerkennt, das heißt Gruppen, die von einer gemeinsamen Stammform abstammen und alle Nachkommen dieses Vorfahren umfassen, wurden Menschenaffen und Menschen zu einem gemeinsamen Taxon zusammengefasst; gleichwohl wurde dem Menschen und dessen unmittelbaren Vorfahren unterhalb dieses Taxons eine eigene Untergruppe zugewiesen (Hominini).

### Äußere Systematik
Die nächsten Verwandten der Menschenaffen sind die Gibbons (Hylobatidae), gemeinsam mit ihnen bilden sie die Überfamilie der Menschenartigen oder Menschenaffen im weiteren Sinn (Hominoidea). Ihre Stellung im Stammbaum der Primaten wird im folgenden Diagramm dargestellt:
| Geschwänzte Altweltaffen (Cercopithecoidea) | Meerkatzenverwandte (Cercopithecidae)                                               |
|                                             | Meerkatzenverwandte (Cercopithecidae)                                               |
| Menschenartige (Hominoidea)                 | \| \| Gibbons (Hylobatidae) \| \| \| \| \| \| Menschenaffen (Hominidae) \| \| \| \| |
|                                             | \| \| Gibbons (Hylobatidae) \| \| \| \| \| \| Menschenaffen (Hominidae) \| \| \| \| |
|                                             | Gibbons (Hylobatidae)                                                               |
|                                             |                                                                                     |
|                                             | Menschenaffen (Hominidae)                                                           |
|                                             |                                                                                     |

|  | Gibbons (Hylobatidae)     |
|  |                           |
|  | Menschenaffen (Hominidae) |
|  |                           |

| Geschwänzte Altweltaffen (Cercopithecoidea) | Meerkatzenverwandte (Cercopithecidae)                                               |
|                                             | Meerkatzenverwandte (Cercopithecidae)                                               |
| Menschenartige (Hominoidea)                 | \| \| Gibbons (Hylobatidae) \| \| \| \| \| \| Menschenaffen (Hominidae) \| \| \| \| |
|                                             | \| \| Gibbons (Hylobatidae) \| \| \| \| \| \| Menschenaffen (Hominidae) \| \| \| \| |
|                                             | Gibbons (Hylobatidae)                                                               |
|                                             |                                                                                     |
|                                             | Menschenaffen (Hominidae)                                                           |
|                                             |                                                                                     |

|  | Gibbons (Hylobatidae)     |
|  |                           |
|  | Menschenaffen (Hominidae) |
|  |                           |

| Geschwänzte Altweltaffen (Cercopithecoidea) | Meerkatzenverwandte (Cercopithecidae)                                               |
|                                             | Meerkatzenverwandte (Cercopithecidae)                                               |
| Menschenartige (Hominoidea)                 | \| \| Gibbons (Hylobatidae) \| \| \| \| \| \| Menschenaffen (Hominidae) \| \| \| \| |
|                                             | \| \| Gibbons (Hylobatidae) \| \| \| \| \| \| Menschenaffen (Hominidae) \| \| \| \| |
|                                             | Gibbons (Hylobatidae)                                                               |
|                                             |                                                                                     |
|                                             | Menschenaffen (Hominidae)                                                           |
|                                             |                                                                                     |

|  | Gibbons (Hylobatidae)     |
|  |                           |
|  | Menschenaffen (Hominidae) |
|  |                           |

| Geschwänzte Altweltaffen (Cercopithecoidea) | Meerkatzenverwandte (Cercopithecidae)                                               |
|                                             | Meerkatzenverwandte (Cercopithecidae)                                               |
| Menschenartige (Hominoidea)                 | \| \| Gibbons (Hylobatidae) \| \| \| \| \| \| Menschenaffen (Hominidae) \| \| \| \| |
|                                             | \| \| Gibbons (Hylobatidae) \| \| \| \| \| \| Menschenaffen (Hominidae) \| \| \| \| |
|                                             | Gibbons (Hylobatidae)                                                               |
|                                             |                                                                                     |
|                                             | Menschenaffen (Hominidae)                                                           |
|                                             |                                                                                     |

|  | Gibbons (Hylobatidae)     |
|  |                           |
|  | Menschenaffen (Hominidae) |
|  |                           |

| Geschwänzte Altweltaffen (Cercopithecoidea) | Meerkatzenverwandte (Cercopithecidae)                                               |
|                                             | Meerkatzenverwandte (Cercopithecidae)                                               |
| Menschenartige (Hominoidea)                 | \| \| Gibbons (Hylobatidae) \| \| \| \| \| \| Menschenaffen (Hominidae) \| \| \| \| |
|                                             | \| \| Gibbons (Hylobatidae) \| \| \| \| \| \| Menschenaffen (Hominidae) \| \| \| \| |
|                                             | Gibbons (Hylobatidae)                                                               |
|                                             |                                                                                     |
|                                             | Menschenaffen (Hominidae)                                                           |
|                                             |                                                                                     |

|  | Gibbons (Hylobatidae)     |
|  |                           |
|  | Menschenaffen (Hominidae) |
|  |                           |

| Geschwänzte Altweltaffen (Cercopithecoidea) | Meerkatzenverwandte (Cercopithecidae)                                               |
|                                             | Meerkatzenverwandte (Cercopithecidae)                                               |
| Menschenartige (Hominoidea)                 | \| \| Gibbons (Hylobatidae) \| \| \| \| \| \| Menschenaffen (Hominidae) \| \| \| \| |
|                                             | \| \| Gibbons (Hylobatidae) \| \| \| \| \| \| Menschenaffen (Hominidae) \| \| \| \| |
|                                             | Gibbons (Hylobatidae)                                                               |
|                                             |                                                                                     |
|                                             | Menschenaffen (Hominidae)                                                           |
|                                             |                                                                                     |

|  | Gibbons (Hylobatidae)     |
|  |                           |
|  | Menschenaffen (Hominidae) |
|  |                           |

| Geschwänzte Altweltaffen (Cercopithecoidea) | Meerkatzenverwandte (Cercopithecidae)                                               |
|                                             | Meerkatzenverwandte (Cercopithecidae)                                               |
| Menschenartige (Hominoidea)                 | \| \| Gibbons (Hylobatidae) \| \| \| \| \| \| Menschenaffen (Hominidae) \| \| \| \| |
|                                             | \| \| Gibbons (Hylobatidae) \| \| \| \| \| \| Menschenaffen (Hominidae) \| \| \| \| |
|                                             | Gibbons (Hylobatidae)                                                               |
|                                             |                                                                                     |
|                                             | Menschenaffen (Hominidae)                                                           |
|                                             |                                                                                     |

|  | Gibbons (Hylobatidae)     |
|  |                           |
|  | Menschenaffen (Hominidae) |
|  |                           |

| Geschwänzte Altweltaffen (Cercopithecoidea) | Meerkatzenverwandte (Cercopithecidae)                                               |
|                                             | Meerkatzenverwandte (Cercopithecidae)                                               |
| Menschenartige (Hominoidea)                 | \| \| Gibbons (Hylobatidae) \| \| \| \| \| \| Menschenaffen (Hominidae) \| \| \| \| |
|                                             | \| \| Gibbons (Hylobatidae) \| \| \| \| \| \| Menschenaffen (Hominidae) \| \| \| \| |
|                                             | Gibbons (Hylobatidae)                                                               |
|                                             |                                                                                     |
|                                             | Menschenaffen (Hominidae)                                                           |
|                                             |                                                                                     |

|  | Gibbons (Hylobatidae)     |
|  |                           |
|  | Menschenaffen (Hominidae) |
|  |                           |

### Innere Systematik
Kladogramm der rezenten Menschenaffen:
|  | Sumatra-Orang-Utan (Pongo abelii) |
|  | |
|  | \| \| Tapanuli-Orang-Utan (Pongo tapanuliensis) \| \| \| \| \| \| Borneo-Orang-Utan (Pongo pygmaeus), zwei oder drei Unterarten \| \| \| \| |
|  | |
|  | Tapanuli-Orang-Utan (Pongo tapanuliensis)                                                                                                   |
|  | |
|  | Borneo-Orang-Utan (Pongo pygmaeus), zwei oder drei Unterarten                                                                               |
|  | |

|  | Tapanuli-Orang-Utan (Pongo tapanuliensis)                     |
|  |                                                               |
|  | Borneo-Orang-Utan (Pongo pygmaeus), zwei oder drei Unterarten |
|  |                                                               |

|  | Westlicher Flachlandgorilla |
|  |                             |
|  | Cross-River-Gorilla         |
|  |                             |

|  | Östlicher Flachlandgorilla |
|  |                            |
|  | Berggorilla                |
|  |                            |

|  | Westlicher Flachlandgorilla |
|  |                             |
|  | Cross-River-Gorilla         |
|  |                             |

|  | Östlicher Flachlandgorilla |
|  |                            |
|  | Berggorilla                |
|  |                            |

| Schimpansen (Pan) | \| \| Gemeiner Schimpanse (Pan troglodytes) \| \| \| \| \| \| Bonobo oder Zwergschimpanse (Pan paniscus) \| \| \| \| |
|                   | \| \| Gemeiner Schimpanse (Pan troglodytes) \| \| \| \| \| \| Bonobo oder Zwergschimpanse (Pan paniscus) \| \| \| \| |
| Menschen (Homo)   | Moderner Mensch (Homo sapiens)                                                                                       |
|                   | Moderner Mensch (Homo sapiens)                                                                                       |
|                   | Gemeiner Schimpanse (Pan troglodytes)                                                                                |
|                   | |
|                   | Bonobo oder Zwergschimpanse (Pan paniscus)                                                                           |
|                   | |

|  | Gemeiner Schimpanse (Pan troglodytes)      |
|  |                                            |
|  | Bonobo oder Zwergschimpanse (Pan paniscus) |
|  |                                            |

|  | Westlicher Flachlandgorilla |
|  |                             |
|  | Cross-River-Gorilla         |
|  |                             |

|  | Östlicher Flachlandgorilla |
|  |                            |
|  | Berggorilla                |
|  |                            |

|  | Westlicher Flachlandgorilla |
|  |                             |
|  | Cross-River-Gorilla         |
|  |                             |

|  | Östlicher Flachlandgorilla |
|  |                            |
|  | Berggorilla                |
|  |                            |

| Schimpansen (Pan) | \| \| Gemeiner Schimpanse (Pan troglodytes) \| \| \| \| \| \| Bonobo oder Zwergschimpanse (Pan paniscus) \| \| \| \| |
|                   | \| \| Gemeiner Schimpanse (Pan troglodytes) \| \| \| \| \| \| Bonobo oder Zwergschimpanse (Pan paniscus) \| \| \| \| |
| Menschen (Homo)   | Moderner Mensch (Homo sapiens)                                                                                       |
|                   | Moderner Mensch (Homo sapiens)                                                                                       |
|                   | Gemeiner Schimpanse (Pan troglodytes)                                                                                |
|                   | |
|                   | Bonobo oder Zwergschimpanse (Pan paniscus)                                                                           |
|                   | |

|  | Gemeiner Schimpanse (Pan troglodytes)      |
|  |                                            |
|  | Bonobo oder Zwergschimpanse (Pan paniscus) |
|  |                                            |

|  | Sumatra-Orang-Utan (Pongo abelii) |
|  | |
|  | \| \| Tapanuli-Orang-Utan (Pongo tapanuliensis) \| \| \| \| \| \| Borneo-Orang-Utan (Pongo pygmaeus), zwei oder drei Unterarten \| \| \| \| |
|  | |
|  | Tapanuli-Orang-Utan (Pongo tapanuliensis)                                                                                                   |
|  | |
|  | Borneo-Orang-Utan (Pongo pygmaeus), zwei oder drei Unterarten                                                                               |
|  | |

|  | Tapanuli-Orang-Utan (Pongo tapanuliensis)                     |
|  |                                                               |
|  | Borneo-Orang-Utan (Pongo pygmaeus), zwei oder drei Unterarten |
|  |                                                               |

|  | Westlicher Flachlandgorilla |
|  |                             |
|  | Cross-River-Gorilla         |
|  |                             |

|  | Östlicher Flachlandgorilla |
|  |                            |
|  | Berggorilla                |
|  |                            |

|  | Westlicher Flachlandgorilla |
|  |                             |
|  | Cross-River-Gorilla         |
|  |                             |

|  | Östlicher Flachlandgorilla |
|  |                            |
|  | Berggorilla                |
|  |                            |

| Schimpansen (Pan) | \| \| Gemeiner Schimpanse (Pan troglodytes) \| \| \| \| \| \| Bonobo oder Zwergschimpanse (Pan paniscus) \| \| \| \| |
|                   | \| \| Gemeiner Schimpanse (Pan troglodytes) \| \| \| \| \| \| Bonobo oder Zwergschimpanse (Pan paniscus) \| \| \| \| |
| Menschen (Homo)   | Moderner Mensch (Homo sapiens)                                                                                       |
|                   | Moderner Mensch (Homo sapiens)                                                                                       |
|                   | Gemeiner Schimpanse (Pan troglodytes)                                                                                |
|                   | |
|                   | Bonobo oder Zwergschimpanse (Pan paniscus)                                                                           |
|                   | |

|  | Gemeiner Schimpanse (Pan troglodytes)      |
|  |                                            |
|  | Bonobo oder Zwergschimpanse (Pan paniscus) |
|  |                                            |

|  | Westlicher Flachlandgorilla |
|  |                             |
|  | Cross-River-Gorilla         |
|  |                             |

|  | Östlicher Flachlandgorilla |
|  |                            |
|  | Berggorilla                |
|  |                            |

|  | Westlicher Flachlandgorilla |
|  |                             |
|  | Cross-River-Gorilla         |
|  |                             |

|  | Östlicher Flachlandgorilla |
|  |                            |
|  | Berggorilla                |
|  |                            |

| Schimpansen (Pan) | \| \| Gemeiner Schimpanse (Pan troglodytes) \| \| \| \| \| \| Bonobo oder Zwergschimpanse (Pan paniscus) \| \| \| \| |
|                   | \| \| Gemeiner Schimpanse (Pan troglodytes) \| \| \| \| \| \| Bonobo oder Zwergschimpanse (Pan paniscus) \| \| \| \| |
| Menschen (Homo)   | Moderner Mensch (Homo sapiens)                                                                                       |
|                   | Moderner Mensch (Homo sapiens)                                                                                       |
|                   | Gemeiner Schimpanse (Pan troglodytes)                                                                                |
|                   | |
|                   | Bonobo oder Zwergschimpanse (Pan paniscus)                                                                           |
|                   | |

|  | Gemeiner Schimpanse (Pan troglodytes)      |
|  |                                            |
|  | Bonobo oder Zwergschimpanse (Pan paniscus) |
|  |                                            |

Die rezenten Menschenaffen teilen sich in zwei Unterfamilien und weiter in vier Triben mit jeweils nur einer Gattung. Von diesen ist nur die Gattung Homo (heute) monotypisch:
- Unterfamilie Homininae
  - Tribus Gorillini
    - Gattung Gorillas (Gorilla)
      - Westlicher Gorilla (Gorilla gorilla mit den Unterarten Westlicher Flachlandgorilla und Cross-River-Gorilla)
      - Östlicher Gorilla (Gorilla beringei mit den Unterarten Östlicher Flachlandgorilla und Berggorilla)

  - Tribus Hominini
    - Gattung Homo
      - (Moderner) Mensch (Homo sapiens)

  - Tribus Panini
    - Gattung Schimpansen (Pan)
      - Gemeiner Schimpanse (Pan troglodytes mit vier Unterarten)
      - Bonobo oder Zwergschimpanse (Pan paniscus)
- Unterfamilie Ponginae
  - Tribus Pongini
    - Gattung Orang-Utans (Pongo)
      - Borneo-Orang-Utan (Pongo pygmaeus, zwei oder drei Unterarten)
      - Sumatra-Orang-Utan (Pongo abelii)
      - Tapanuli-Orang-Utan (Pongo tapanuliensis)[2]

Die Bestrebungen einiger Forscher, Schimpansen und manchmal auch Gorillas aufgrund der geringfügigen genetischen Unterschiede im Vergleich zum Menschen in die Gattung Homo zu stellen, wurden aufgrund der geschichtlich willkürlichen Abgrenzung von Gattungen in den meisten systematischen Lehrbüchern nicht aufgegriffen.

### Entwicklungsgeschichte

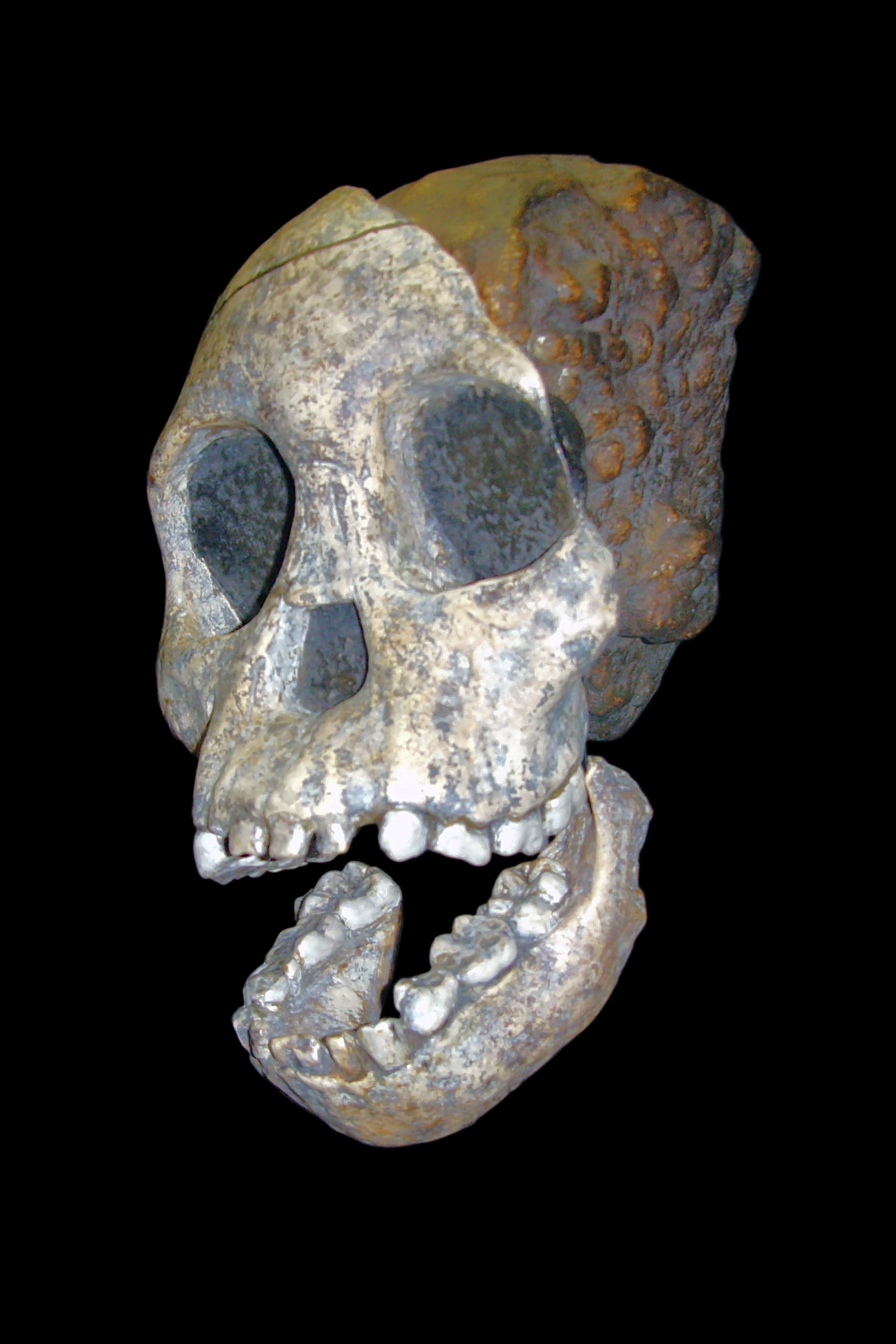
Schädel eines Australopithecus africanus, das „Kind von Taung“

Die Erforschung der Entwicklungsgeschichte der Menschenaffen wurde durch die nicht zu beantwortende Frage geleitet, wo die Grenze zwischen „Vormenschen“ und „echten“ Menschen, der „Missing Link“ beider, liege. Fossil belegt werden kann, dass die Menschenartigen im frühen Miozän eine Blütezeit erlebten; es entwickelten sich zahlreiche Gattungen, von denen die heute noch lebenden Gibbons und Menschenaffen nur mehr einen kleinen, spezialisierten Überrest darstellen. Da man die Trennung von Menschen und Menschenaffen einstmals weit früher ansetzte, als dies heutige Forscher tun, wurden seinerzeit manche Gattungen vorschnell den Menschen- oder Menschenaffen-Vorfahren zugeschrieben. Heute werden Gattungen wie Dryopithecus, Oreopithecus und Proconsul nicht mehr den Menschenaffen im engeren Sinn (Hominidae), sondern allenfalls den Menschenartigen (Hominoidea) zugeschrieben. Oft erschweren aber die spärlichen Funde auch heute noch eine eindeutige Zuordnung. Die Entstehung der Menschenaffen als anatomisch gegen verwandte Gruppen abgrenzbares Taxon wird heute in die Zeit vor rund 18 bis 15 Millionen Jahren datiert.
Wie oben ersichtlich, vollzog sich die Trennung der Menschenaffen in eine asiatische und eine afrikanische Linie deutlich früher als die Ausdifferenzierung der heute noch existierenden afrikanischen Menschenaffen-Arten. Die Orang-Utans sind die einzigen Überlebenden dieser asiatischen Linie (Ponginae); es gibt aber eine Reihe von fossilen Gattungen, die ebenfalls in die Ponginae eingegliedert werden. Dazu zählen beispielsweise Sivapithecus / Ankarapithecus, der riesenhafte Gigantopithecus sowie Lufengpithecus und Khoratpithecus.
In der afrikanischen Linie (Homininae) kam es zur Entstehung von Gorillas, Schimpansen und Menschen. Die Linie zu den Gorillas zweigte als erste ab – der mutmaßliche Gorilla-Vorfahr Chororapithecus wurde auf rund 10 Millionen Jahre datiert. Der Zeitpunkt der Trennung von Menschen und Schimpansen wird auf ein Alter von rund 6 Millionen Jahren geschätzt. Der Mensch und seine unmittelbaren Vorfahren werden dabei in der Gruppe der Hominini zusammengefasst. Die Bezeichnung „Hominiden“ für diese Gruppe stammt noch aus der Zeit, als Mensch und Menschenaffen in zwei unterschiedlichen Familien geführt wurden. Heute wird dieser Begriff auch für die Menschenaffen im allgemeinen Sinn verwendet. Zu den ältesten möglichen Vertretern der Hominini zählen Sahelanthropus und Orrorin, die auf ein Alter von 7 bis 6 Millionen Jahre datiert wurden. Die ältesten als zumindest enge Verwandte der Menschenvorfahren interpretierten Funde stammen aus dem frühen Pliozän (4,4 bis 4 Millionen Jahre). Hierzu gehören insbesondere die Arten der Gattung Australopithecus. Vor rund 2,5 bis 2 Millionen Jahren entwickelte sich schließlich die Gattung Homo, deren einziger Überlebender der anatomisch moderne Mensch (Homo sapiens) ist.
Ausführlicheres zu den mutmaßlichen Gründen für die Entstehung der anatomischen Besonderheiten des Menschen siehe im Artikel Hominisation und in Stammesgeschichte des Menschen; zur Übersicht über bedeutende Fossilfunde siehe Liste homininer Fossilien.